# Салонето (Болцано)
Салонето је насеље у Италији у округу Болцано, региону Трентино-Јужни Тирол.
Према процени из 2011. у насељу је живело 120 становника. Насеље се налази на надморској висини од 1159 м.